# Якоповаць
46°01′ пн. ш. 16°47′ сх. д. / 46.02° пн. ш. 16.78° сх. д.
Якоповаць (хорв. Jakopovac) — населений пункт у Хорватії, в Б'єловарсько-Білогорській жупанії у складі громади Зринський Тополоваць.

## Населення
Населення за даними перепису 2011 року становило 138 осіб.
Динаміка чисельності населення поселення: